# Voto aprobatorio

En las papeletas de votación en el voto aprobatorio, el votante puede votar por el número de candidatos que desee.

El voto aprobatorio es un sistema de votación utilizado para las elecciones en el cual un votante puede votar por todos los candidatos que desee. Se suele utilizar en elecciones con un único ganador.
El voto aprobatorio es una forma primitiva de voto valorativo, en el cual se permite una valoración algo más compleja de los candidatos (por ejemplo, puntuándolos). Sin embargo, en el voto aprobatorio solo cabe votar aprobación o rechazo.
El método fue descrito en un ensayo de 1968 del astrónomo Guy Ottewell, y fue publicado por primera vez en 1977 con el título de "The Arithmetic of Voting". El término "voto aprobatorio" fue acuñado por primera vez por Robert J. Weber en 1976 pero comenzó a utilizarse en 1977 y apareció en una publicación por primera vez en 1978, siendo utilizado por el científico político Steven Brams y el matemático Peter Fishburn. 
Históricamente algo parecido al voto aprobatorio de candidatos fue utilizado en la república de Venecia, durante el siglo XIII, y para las elecciones parlamentarias de Inglaterra durante el siglo XIX. Las Naciones Unidas también utiliza un método similar para elegir a su Secretario General. A pesar de que ha sido propuesto en algunas naciones, como ser Estados Unidos, actualmente no se lo utiliza en elecciones públicas.

## Procedimientos
Cada votante puede votar tantas opciones como quiera, sin dar más de un voto a cada una. Esto es equivalente a decir que cada votante puede aprobar o rechazar cada opción votando o no por ella, y es también equivalente a votar +1 o 0 en un sistema de voto por rango. La opción con más votos gana.

## Ejemplo
Imaginemos que los ciudadanos de Tennessee, un estado de los Estados Unidos, están votando para decidir qué ciudad será su capital. La población de Tennessee está concentrada en torno a sus cuatro ciudades más pobladas, que están distribuidas en el territorio del estado. Para este ejemplo, supongamos que todo el electorado vive en estas cuatro ciudades, y que su objetivo es que la capital sea la ciudad más próxima a su lugar de residencia.
Las ciudades candidatas para ser capital son:
- Memphis, la mayor ciudad del estado, con un 42% de los votantes, pero situada lejos de las otras ciudades.
- Nashville, con un 26% de los votantes
- Knoxville, con un 17% de los votantes
- Chattanooga, con un 15% de los votantes

Según el criterio de preferencia antes descrito, las preferencias de los votantes se repartirán del siguiente modo (se puede comprobar en un mapa del estado de Tennessee):
| 42% de los votantes (cerca de Memphis)              | 26% de los votantes (cerca de Nashville)            | 15% de los votantes (cerca de Chattanooga)          | 17% de los votantes (cerca de Knoxville)            |
| --------------------------------------------------- | --------------------------------------------------- | --------------------------------------------------- | --------------------------------------------------- |
| 1. Memphis 2. Nashville 3. Chattanooga 4. Knoxville | 1. Nashville 2. Chattanooga 3. Knoxville 4. Memphis | 1. Chattanooga 2. Knoxville 3. Nashville 4. Memphis | 1. Knoxville 2. Chattanooga 3. Nashville 4. Memphis |

Suponiendo que los votantes hubieran votado por sus dos ciudades preferidas y que en Tennessee haya 100 ciudadanos, los resultados de la votación serían los siguientes (más adelante se dará una explicación más elaborada de la votación):
- Memphis: 42 votos
- Nashville: 68 votos (ganadora)
- Chattanooga: 58 votos
- Knoxville: 32 votos

### Potencial de voto táctico
El voto aprobatorio cumple el criterio de monotonicidad. Este tipo de votación nunca disminuye las posibilidades de ganar de un candidato. No hay razón para que un votante realice un voto táctico por un candidato X sin votar a todos los candidatos que prefiera al candidato X. De la misma forma, si un votante desea que gane el candidato X, nunca es necesario que vote a un candidato que le guste menos que X. Por tanto, después de que un votante haya decidido sobre sus preferencias, solo necesita decidir a cuántos candidatos votará: en el caso de que haya n candidatos, votará por un número k de candidatos favoritos, donde k es el número a decidir, siendo 0 < k < n (cualquiera de los dos casos k=0 o k=n es inútil). Si el votante opina que los dos candidatos más votados son los que están en posiciones p y q en su lista de preferencias (lista decreciente), siendo p < q, debería elegir una k que esté entre p y q; es decir, votar a p pero no a q.
Dado que el voto aprobatorio no ofrece un único método de expresar preferencias auténticas, sino más bien una plétora de ellos, los votantes deberían tener en cuenta las preferencias de voto del resto de votantes y usar esa información para decidir a qué candidatos votar. Esta característica del voto aprobatorio hace difícil para los teóricos predecir cómo funcionaría este sistema en la práctica.
Una táctica posible es que cada votante apruebe únicamente al primero de sus preferidos; esto hace más difícil que ganen otros candidatos. Si cada votante utiliza esta táctica, la elección se convierte en una elección “Gana el que más votos tenga", donde el candidato con un mayor número de personas que le consideran la primera opción ganará.
Otra táctica es votar por cada candidato que el votante prefiere al candidato favorito, y votar también por el favorito si se prefiere este candidato al que actualmente esté en segundo lugar (ver más arriba). Cuando todos los votantes siguen esta táctica, hay muchas probabilidades de que sea elegido el ganador de Condorcet. El voto aprobatorio no cumple con el criterio Condorcet. Incluso es posible que un perdedor Condorcet pueda ser elegido.
La táctica teóricamente óptima es votar a los candidatos a los que se prefieren en lugar del que se espera que salga elegido en la votación (la media ponderada de la utilidad de los candidatos, tomado como peso sus probabilidades de victoria).
En la elección mencionada en el ejemplo, si se percibe que Chattanooga es el rival más fuerte de Nashville, los votantes de Nashville votarán solo por Nashville, porque es el candidato favorito y porque no tienen ninguna alternativa favorita. Los votantes de Chattanooga y Knoxville retirarán su apoyo a Nashville, el candidato favorito, porque no lo apoyan por encima de Chattanooga. Los nuevos resultados serían:
- Memphis: 42
- Nashville: 68
- Chattanooga: 32
- Knoxville: 32

En cambio, si Memphis fuera percibida como el rival más fuerte, los votantes de Memphis retirarían sus votos de Nashville, dado que los votantes de Chattanooga y Knoxville apoyarían a Nashville antes que a Memphis. Los resultados entonces serían:
- Memphis: 42
- Nashville: 58
- Chattanooga: 32
- Knoxville: 32

## Efectos sobre unas elecciones
El efecto de reforma electoral que tiene este sistema no está exento de críticas. Los partidarios del Voto preferencial, como por ejemplo “FairVote-the Center for Voting and Democracy”, argumentan que el voto aprobatorio daría lugar a la elección de candidatos de “mínimo común denominador”, que no disgustan a muchos pero que tampoco gustan a muchos; esta característica también podría verse como una fortaleza inherente a este sistema contra la demagogia y a favor de una popularidad comedida. Un estudio realizado por los partidarios del voto aprobatorio Steven Brams y Dudley R. Herschbach, publicado en la revista Science en 2001 argumentaba que el voto aprobatorio era más justo que el voto preferencial según unos criterios determinados. Mantenían que un análisis detallado muestra que la duda de un votante para apoyar a un candidato no muy malo al mismo nivel que a su candidato preferido influye más en la elección que los votos extra que obtiene el candidato de segunda opción.
Un estudio mostró que el voto aprobatorio no hubiera llevado al mismo resultado que el modo ordinario de votación en la primera vuelta de las elecciones presidenciales francesas de 2002. En ella, los ganadores fueron Chirac y Le Pen. En el caso de haber utilizado el voto aprobatorio, los ganadores hubieran sido Chirac y Jospin. Este resultado parece más razonable, ya que Le Pen era un radical que perdió en la segunda vuelta por un margen muy amplio.
Mientras que el voto aprobatorio en una elección de ganador único no tiene peligros de ser clonada, sin embargo si se usara (indebidamente) como un método de elección de equipos de candidatos podría conducir a empates; este es el llamado Dilema de Burr. “Los problemas que se dieron en las carreras de candidatos múltiples en las elecciones presidenciales estadounidenses motivaron la invención y apoyo del voto aprobatorio; pero no se ha tenido en cuenta que las cuatro primeras elecciones presidenciales (1788-1800) se llevaron a cabo utilizando una variante del voto aprobatorio. El ensayo acabó desastrosamente en 1800 con el empate entre Jefferson y Burr. El empate (…) se dio no tanto por un fallo de cálculo cuanto por la tensión que la estrategia del voto aprobatorio infunde en los líderes, que se ven forzados a pedir a los mismos votantes que decidan entre uno de los dos en un dilema psicológico.”.

## Otros temas y comparaciones
Los partidarios del voto aprobatorio a menudo destacan que una única papeleta simple puede servir para votar por una opción única, múltiple o incluso para votar en contra de alguna opción. Exige del votante que piense cuidadosamente acerca de a quién o qué realmente aceptan, más que confiar en el sistema de acuerdos para el escrutinio final. Los acuerdos ocurren pero son explícitos, y escogidos por el votante, no por el escrutinio de la votación.
Algunas características del voto aprobatorio son:
- En contra de lo que sucede con el método de Condorcet, votación preferencial, y otros métodos que requieren candidatos superiores, el voto aprobatorio no requiere cambios significativos en el diseño de las papeletas, los procedimientos de voto o las infraestructuras, y para los votantes es más fácil de utilizar y entender.
- Produce menos incentivos para Campañas negativas que otros muchos sistemas, a través del mismo incentivo que en la votación preferencial, el método de Condorcet y el Borda Geométrico Truncado.
- Permite a los votantes que expresen tolerancias en lugar de preferencias. Algunos estudiosos de las Ciencias Políticas consideran que esto es una ventaja importante, especialmente para las elecciones en las que optar mayoritariamente por los candidatos aceptables es más importante que hacerlo por candidatos populares.
- Cada votante puede votar tantas veces como desee, y como máximo una vez por candidato. Esto equivale a decir que cada votante puede “aprobar” o “desaprobar” cada candidato votándolo o no, y es también equivalente a votar +1 o 0 en una votación por puntuación.
- Se puede convertir fácilmente en una votación desaprobatoria, en la que se vota el rechazo de una opción, tal y como se requiere en algunos sistemas (ej, un proceso de remoción de cargos electos).
- Cuando en unas elecciones se da una gran mayoría de votantes que tienen una clara preferencia por uno de los candidatos, el resultado del voto aprobatorio tiende a ser el mismo que el de Escrutinio uninominal mayoritario. Algunos votantes apoyarán solo a su candidato si perciben rasgos que no les gustan en las otras opciones.
- El voto aprobatorio no cumple con el criterio de mayoría, porque más de una candidato puede obtener una aprobación mayoritaria. (Para que haya un ganador, se requerirá que haya uno con una "mayoría mayor" que los demás).

### Múltiples ganadores
El método de voto aprobatorio se puede utilizar en elecciones con ganador múltiple. La manera más simple de utilizarlo es con un voto aprobatorio en bloque, una variante simple del voto en bloque, donde cada votante puede seleccionar un número ilimitado de candidatos, y ganan los candidatos que obtienen un mayor número de votos. Esto no produce una representación proporcional y está sujeto al dilema de Burr, entre otros problemas. También se ha popularizado como voto aprobatorio proporcional, que busca maximizar la satisfacción global con el resultado final utilizando el voto aprobatorio. Este primer sistema ha sido llamado “minisum”, para distinguirlo del minimax, un sistema que utiliza papeletas aprobatorias y pretende elegir la lista de candidatos que se aparta lo menos posible de la papeleta emitida por el votante menos satisfechos.

#### Encuesta según el método del voto aprobatorio
El Voto aprobatorio también se puede usar para votar o realizar sondeos con respecto a consultas que permiten un número de ganadores variable.
Un claro ejemplo es la pregunta acerca de candidatos que se deberían incluir en un debate. La pregunta correcta según el método de voto aprobatorio sería: "¿Qué candidatos querría que estuvieran presentes en el debate?", en lugar de la usual: "¿A quién votaría si las elecciones tuvieran lugar hoy?"
En una encuesta de este tipo, se podría definir un umbral mínimo de aceptación. Por ejemplo, un debate podría incluir a todos los candidatos que tengan un apoyo superior al 15%. Haría falta definir reglas adicionales para garantizar que pasen al menos dos candidatos.
La ventaja del voto aprobatorio es que los votantes no deben temer que emitiendo varios votos vayan a dañar sus preferencias. Los votantes indecisos tenderán a buscar información sobre más candidatos al comienzo de la campaña, e irán reduciendo sus preferencias a medida que se aproxime el día de las elecciones.

### En relación con la efectividad de las elecciones
Las investigaciones han mostrado que la efectividad de una política y, por tanto, de un líder político que establece políticas severas estará sigmoidalmente relacionada con el nivel de aprobación asociada con esa política o líder político. Hay un nivel de aceptación menor cuando la efectividad es muy baja y mayor cuando es muy alta. Más de un candidato puede situarse en la región correcta y efectiva, o todos los candidatos pueden situarse en las regiones ineficaces y no efectivas. El voto aprobatorio intenta asegurar que el candidato con mayor aprobación es seleccionado, maximizando la oportunidad de que las políticas resultantes serán efectivas.

## Clases de papeletas
Las papeletas del voto aprobatorio pueden ser de al menos cuatro tipos distintos. La más simple es una papeleta blanca donde están escritos a mano los nombres de los candidatos apoyados. Una papeleta más estructurada contiene en un listado todos los candidatos, y al lado de cada candidato se permite hacer una marca o palabra por cada candidato apoyado. Una tercera papeleta más explicativa lista los candidatos y da dos opciones para cada uno. (Las papeletas de las listas de candidatos pueden incluir espacios para también escribir otros candidatos).
|  |  |  |  |

Las cuatro papeletas son intercambiables. Las papeletas más estructuradas pueden ayudar a los votantes a expresar votos más claros, así que conocen mejor todas sus opciones. El formato Sí/No (Yes/No) ayuda a detectar el voto nulo cuando un candidato no está marcado y permite al votante una segunda oportunidad para confirmar que las votaciones están correctamente marcadas.